# Roar
 For alternative betydninger, se Ro.
Roar (også stavet som Hroar, Ro) er en sagnkonge. Roar skulle være bror til Helge, Rolf Krakes far, og selv være far til Rørik. Muligvis søn af Halvdan. 
Tilsyneladende er der forbindelse mellem folkevandringer i Europa i det 5. årh. og sagnkongerne i Lejre. Flere i lejresagnenes kongerække synes at have baggrund i hærledere og konger fra de vandrende folkeslag i Europa: Rodulf (Rolf) er konge over herulerne, mens de boede ved Donau, og Fravita (Frode) er en gotisk konge/hærfører, mens Halfdan, Roar og Helge er fordanskninger af navne på hunniske hærførere.
Lejrekongerne anses ikke som historiske personer, men der er argumenter for, at flere af dem har været konger i Danmark.